# Voor de Toekomst (Oekraïense politieke partij)
Voor de Toekomst (Oekraïens: За майбутнє, ZM) is een Oekraïense politieke partij die financieel wordt gesteund door de oligarch Ihor Kolomoyskyi De partij heeft (2022) 21 zetels in de Verchovna Rada (parlement).

## Geschiedenis
De partij werd in 2007 opgericht onder de naam Oekraïne voor de Toekomst (Україна Майбутнього); in 2019 werd de huidige naam aangenomen. Leider van de partij is Ihor Palytsia. In de Verchovna Rada vormt Voor de Toekomst met de Unie van Oekraïense Patriotten, Heropleving, de Agrarische Partij van Oekraïne, het Team van Andriy Baloha en Voor Bijzondere Aangelegeheden een parlementaire fractie.

## Ideologie
De formele ideologie van ZM is het liberalisme. Hierbij moet worden aangetekend dat de partijen waarmee ZM de fractie Voor de Toekomst vormt er heel verschillende ideologieën op na houden.
De partij is voorstander van het toetreden van Oekraïne tot de Europese Unie maar ook van het handhaven van de status van niet-gebonden land voor Oekraïne. Partijleider Palytsia staat kritisch ten opzichte van de Verenigde Staten van Amerika.

## Verwijzingen
Communistische Partij · Al-Oekraïense Unie "Vaderland" (Batkivsjtsjyna) · Platform voor Leven en Vrede · Al-Oekraïense Unie "Vrijheid" (Svoboda) · Holos · Dienaar van het Volk · Oekraïense Democratische Alliantie voor Hervorming (Oedar) · Partij van de Regio's · Radicale Partij · Uniepartij · Verenigd Centrum · Volkspartij · Rechtse Sector · Oppositieblok · Voor de Toekomst